# Fernando Crosa
Fernando Crosa (Rosario, Santa Fe, Argentina, 28 de febrero de 1979) es un exfutbolista argentino. Jugó de defensor y su último club fue Chacarita Juniors de Argentina.

## Clubes
| Club                        | País      | Año       |
| --------------------------- | --------- | --------- |
| Newell's Old Boys           | Argentina | 1997-2003 |
| River Plate                 | Argentina | 2003-2005 |
| Colón de Santa Fe           | Argentina | 2005-2006 |
| Quilmes                     | Argentina | 2006      |
| Gimnasia y Esgrima La Plata | Argentina | 2007      |
| Talleres de Córdoba         | Argentina | 2008      |
| Chacarita Juniors           | Argentina | 2008-2010 |

- Datos: Q5444667